# Herbert Nitsch
Herbert Nitsch (ur. 20 kwietnia 1970) – austriacki nurek freedivingowy. Ustanawiał rekordy świata we wszystkich ośmiu, uznawanych przez Association Internationale pour le Developpement de l’Apnée (AIDA), konkurencjach freedivingowych. Aktualnie jest posiadaczem rekordu w trzech kategoriach. Pracuje jako pilot w austriackich liniach lotniczych (Tyrolean Airways).
14 czerwca 2007 w Spetses w Grecji ustanowił rekord świata wynoszący 214 metrów w kategorii No limits, w której zawodnik bez źródła powietrza zanurza się na jak największą głębokość z użyciem balastu, najczęściej na specjalnej konstrukcji zwanej „windą”, wynurza zaś z pomocą balonu z powietrzem lub urządzenia wypornościowego. W 2012 roku poprawił swój własny rekord świata nurkowaniem No Limit na 253,2 m.

## Światowe rekordy ustanowione przez Nitscha
| konkurencja | Rekord      | Data                 | Miejsce               |
| ----------- | ----------- | -------------------- | --------------------- |
| DNF         | 131 m       | 27 stycznia 2001     | Genewa                |
| DYN         | 170 m       | 24 lutego 2001       | Genewa                |
| CWT         | 86 m        | 11 października 2001 | Ibiza                 |
| DYN         | 172 m       | 10 listopada 2001    | Berlin                |
| DNF         | 134 m       | 24 listopada 2001    | Wiesbaden             |
| DYN         | 181 m       | 2 lutego 2002        | Wiedeń                |
| FIM         | 92 m        | 27 lutego 2002       | Austria               |
| DYN         | 183 m       | 16 listopada 2002    | Berlin                |
| FIM         | 100 m       | 5 września 2003      | Millstätter See       |
| CWT         | 95 m        | 5 września 2003      | Millstätter See       |
| CNF         | 50 m        | 6 września 2003      | Millstätter See       |
| CNF         | 62 m        | 11 września 2004     | Spetses (Grecja)      |
| CNF         | 66 m        | 12 września 2004     | Spetses               |
| NLT         | 172 m       | 2 października 2005  | Žirje (Chorwacja)     |
| NLT         | 183 m       | 28 sierpnia 2006     | Žirje                 |
| CWT         | 111 m       | 9 grudnia 2006       | Hurghada (Egipt)      |
| STA         | 9 min 4 sec | 13 grudnia 2006      | Hurghada              |
| NLT         | 185 m       | 13 czerwca 2007      | Spetses               |
| NLT         | 214 m       | 14 czerwca 2007      | Spetses               |
| CNF         | 83 m        | 21 października 2007 | Dahab (Egipt)         |
| CWT         | 112 m       | 1 listopada 2007     | Sharm (Egipt)         |
| CWT         | 114 m       | 4 kwietnia 2009      | Long Island (Bahamas) |
| FIM         | 109 m       | 6 kwietnia 2009      | Long Island (Bahamas) |
| CWT         | 120 m       | 11 kwietnia 2009     | Long Island (Bahamas) |
| VWT         | 142 m       | 7 grudnia 2009       | Long Island (Bahamas) |
| FIM         | 112 m       | 8 grudnia 2009       | Long Island (Bahamas) |
| CWT         | 123 m       | 9 grudnia 2009       | Long Island (Bahamas) |
| FIM         | 114 m       | 19 kwietnia 2010     | Long Island (Bahamas) |
| CWT         | 124 m       | 22 kwietnia 2010     | Long Island (Bahamas) |
| FIM         | 120 m       | 25 kwietnia 2010     | Long Island (Bahamas) |
| NLT         | 253 m       | 6 czerwca 2012       | Santoryn              |

- CWT – Stały balast (Constant Weight)
- CNF – Stały balast bez płetw (Constant Weight Without Fins)
- DYN – Dynamika w płetwach (Dynamic With Fins)
- DNF – Dynamika bez płetw (Dynamic Without Fins)
- FIM – Free Immersion
- NLT – No limit